# Medtronic
Medtronic plc — один з найбільших виробників медичного обладнання у світі з головним офісом в Дубліні, Ірландія. У 2015 році компанія Medtronic оголосила про успішне завершення придбання Covidien plc. Відповідно до умов договору про придбання, Medtronic, Inc. і Covidien plc об'єднані в компанію Medtronic plc. Компанія входить у список S&P 500. Компанія присутня в 140 країнах і працевлаштовує 140 тис. робітників.